# Guaibasaurus
Guaibasaurus — викопний рід базальних ящеротазових динозаврів, відомий з пізньотріасової формації Caturrita в Ріу-Гранді-ду-Сул, південна Бразилія. Більшість досліджень визначають його як завроподоморфа, хоча є деякі припущення, що це міг бути теропод. У 2016 році Грегорі С. Пол оцінив його розміри у 2 метри та 10 кг, тоді як у 2020 році Molina-Pérez і Larramendi перерахували його розміри у 3 метри завдовжки та 35 кг вагою.

## Історія відкриття

Художня реконструкція

Guaibasaurus був описаний на основі голотипу MCN PV2355, добре збереженого часткового посткраніального скелета, та паратипу MCN PV2356, зчленованої та майже повної лівої задньої кінцівки, що були знайдені в місцезнаходженні «Sesmaria do Pinhal 2» поблизу Канделарії, штат Ріу-Гранді-ду-Сул, у Бразилії, у верхній частині формації Caturrita.
Пізніше ще два зразки були віднесені до роду: UFRGS PV0725T (зчленований і майже повний посткраніальний скелет, без однієї передньої кінцівки, обох ніг і шиї) та MCN PV 10112 (не повністю підготовлений блок, що містив зчленовані частини та деякі ізольовані елементи, зокрема часткову кисть). Згадані матеріали були зібрані в місцезнаходженні «Linha São Luiz» поблизу містечка Faxinal do Soturno.

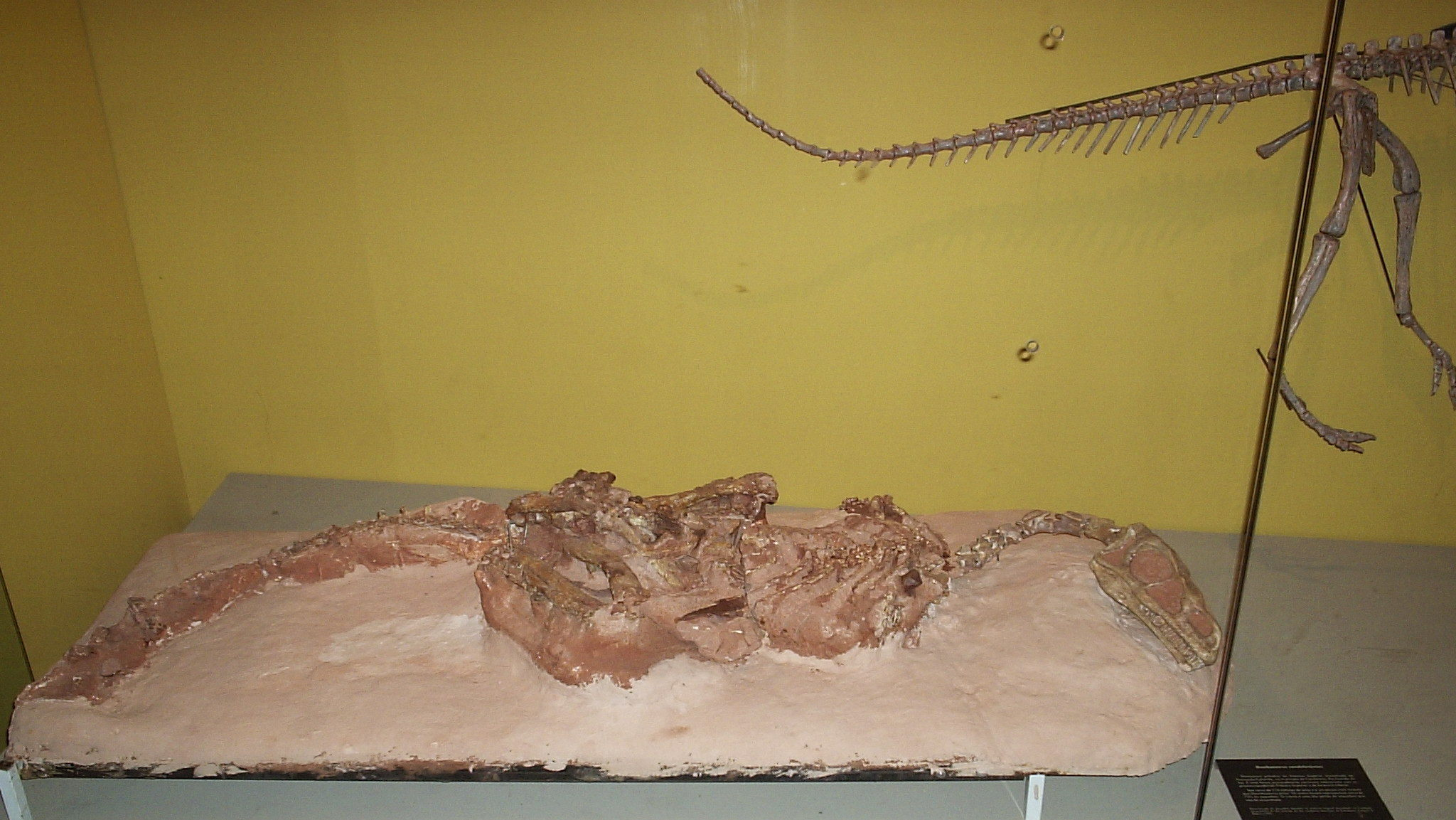
Зліпок зразка UFRGS PV0725T з реконструйованою головою та шиєю

Зразок UFRGS PV0725T — зчленований із задніми кінцівками, підігнутими під тіло, і передніми кінцівками, зігнутими вбік. Хоча більша частина шиї не збереглася, хребці біля основи шиї присутні й вигнуті вліво, що дозволяє припустити, що вся шия була повернута вліво. Поза цього скелету схожа на позу відпочинку птахів, і до цього зустрічалась хіба що серед знахідок пізніх форм манірапторів, що тісно пов'язані з птахами. Як і сучасні птахи, Guaibasaurus, можливо, відпочивав у такій позі, щоб зберегти тепло тіла.

## Класифікація

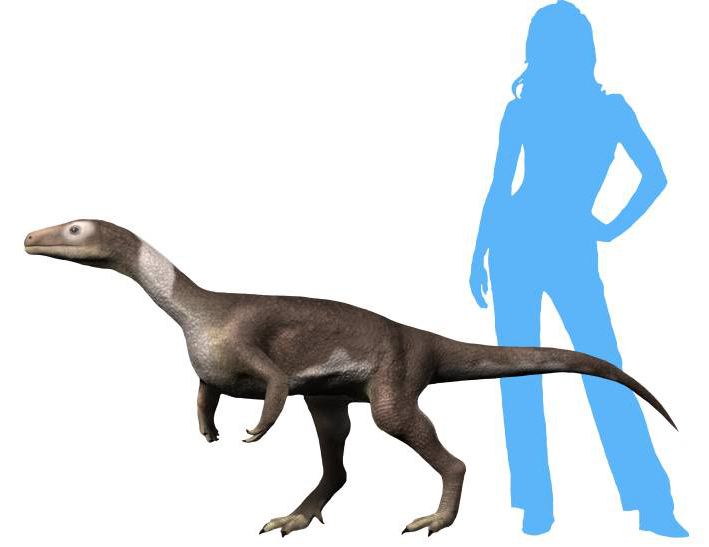
Порівняння розмірів з людиною

Хосе Бонапарте та його колеги у своєму описі роду 1999 року схарактеризували його як базального теропода і помістили у власну родину Guaibasauridae. Пізніше, у 2007 році, Бонапарте з колегами вивчили ще одного раннього бразильського динозавра — Saturnalia — дуже схожого на нього, і також віднесли його до Guaibasauridae, що тепер характеризувалась як примітивна група ящеротазових.
Бонапарте виказував припущення, що ці форми могли належати до «прозавроподів» (примітивних завроподів) або бути сукупністю форм, близьких до спільного предка завроподоморфів і тероподів. У цілому, Бонапарте вбачав Saturnalia і Guaibasaurus більш тероподоподібними, ніж «прозавроподоподібними».
Пізніші кладистичні аналізи розходяться в думках щодо класифікації Guaibasaurus. Деякі аналізи визначають його як базального теропода, тоді як інші вважають його базальним завроподоморфом. У статті, присвяченій новій філогенетичній гіпотезі про Silesauridae, Guaibasaurus розглядається як завроподоморф, більш близький до своїх сучасників Unaysaurus та Macrocollum, а не до базальніших форм, на кшталт Saturnalia. Таким чином, згідно з цією гіпотезою, Unaysauridae є молодшим синонімом Guaibasauridae. Цей висновок був підтверджений в статті опису теропода Erythrovenator jacuiensis.